# BBA EL 61
Die Baureihe EL 61 des Betriebes für Bergbauausrüstungen Aue (BBA) bezeichnet eine Akkumulatorlokomotive, die von 1961 bis 1977 gebaut wurde. Sie wurde hauptsächlich für die Bergbaubetriebe der SDAG Wismut hergestellt, aber auch an andere Bergbaubetriebe geliefert.
Von dieser Lok wurden über hundert Stück produziert.

## Entwicklung
Die EL 61 ist eine Tandemvariante der Metallist. Die beiden Akkutender entsprechen einer Metallist ohne Führerhaus. Dieses wurde als Sänfte zwischen die beiden Akkutender gehängt. Hintergrund für die Entwicklung war, bei gleichen Einsatzbedingungen eine Leistungssteigerung zu erreichen.

## Konstruktive Merkmale

### Mechanik
Die beiden Antriebseinheiten besaßen einen Außenrahmen, der die tragende Konstruktion darstellte. Der Führerstand war als Sänfte zwischen den beiden Akkutendern aufgehängt. Ausgeführt wurde er mit einem geschweißten Rahmen. Als Feststellbremse verfügte die Lok über eine Handspindelbremse. Die Bremskraft wurde über Seilzug auf die Antriebseinheiten übertragen.

### Elektrik
Angetrieben wurde jede der vier Achsen mit einem Tatzlagerfahrmotor. Die beiden Akkus sowie die beiden Gleichstrom-Reihenschlussmotoren je Tender sind in Reihe geschaltet. Beim Anfahren werden die beiden Motorgruppen über Widerstände zunächst in Reihe und dann parallel geschaltet. Mit dem Nockenfahrschalter können die Fahr- und Bremsstufen ausgewählt werden.